# Maaiveldcultuur
De term maaiveldcultuur verwijst naar het verschijnsel dat alles wat boven het gemiddelde uitsteekt kort wordt gehouden. Men bedoelt hiermee dat mensen worden afgestraft voor of geremd in het ontplooien van talenten omdat ze meer talent hebben dan gemiddeld. De term is dan ook ietwat pejoratief.
De term is afgeleid van de uitdrukking "boven het maaiveld uitsteken", die berust op de term 'maaiveld'. Het maaiveld is hier het niveau van het referentieoppervlak.

## Andere talen
In de Scandinavische talen is een vergelijkbare uitgedrukking die de wet van Jante genoemd wordt, onder woorden gebracht door de Deens-Noorse schrijver Aksel Sandemose. Deze geeft een soort maaiveldcultuur weer in tien verboden, allemaal beginnend met: "Je moet niet denken dat…"
In het Engels bestaat een uitdrukking die op vergelijkbare wijze gebruikt wordt als maaiveldcultuur: Tall Poppy Syndrome. Oorspronkelijk verwijst deze echter naar machthebbers die personen verwijderden die een bedreiging zouden kunnen vormen voor hun machtspositie.